# Györfi Jenő
Györfi Jenő (Nyárádmagyarós, 1933. június 9. –) romániai magyar matematikus és hadmérnök. Györfi Ibolya könyvszerkesztő férje.

## Életpályája
A kolozsvári Bolyai Tudományegyetemen végzett matematikát 1954-ben, majd mérnöki szakot 1961-ben a bukaresti Műszaki Katonai Akadémián. Ez utóbbin tanított 1961 és 1994 között. 1974-ben doktorált műszaki tudományokból. 1994-ben nyugdíjba vonult, feleségével együtt hazaköltözött szülőfalujába, Nyárádmagyarósra, de utána még, 2001 és 2007 között tanított a Sapientia Erdélyi Magyar Tudományegyetem csíkszeredai karán, ahol dékán is volt egy rövidebb ideig. Tudományos dolgozatai hazai és külföldi folyóiratokban jelentek meg.

## Munkássága
Szakterületei: információelmélet, kódelmélet, véges algebrák.

### Könyvei
- A matematikai analízis elemei, Scientia Kiadó, Kolozsvár, 2005.
- Valószínűségszámítás és lineáris programozás. A játékelmélet alapjai (András Szilárddal), Scientia Kiadó, Kolozsvár, 2007.